# Philipp Huspek
Philipp Huspek (* 5. Februar 1991 in Grieskirchen) ist ein österreichischer Fußballspieler.

## Karriere
Huspek begann seine aktive Karriere als Fußballspieler beim SV Grieskirchen in Oberösterreich, welchem er bis 2004 treu blieb. Über den SV Wallern, wo er von 2004 bis 2005 spielte, kam er in die Jugendabteilung der SV Ried. Nachdem Huspek in der TOTO-Jugendliga der U-19 im AKA Oberösterreich West relativ gute Leistungen erzielt hatte, kam er in die erste Mannschaft der Rieder, wo er zuerst im ÖFB-Cup sein Debüt feierte.
Sein Bundesligadebüt gab Huspek am 7. März 2009 gegen den SK Austria Kärnten, als er in der 78. Minute für den Spanier Nacho eingewechselt wurde. Das Spiel endete mit einem 2:0-Sieg der Rieder. Am Ende der Saison wurde er mit der SV Ried österreichischer Pokalsieger. Im Sommer 2011 wechselte er leihweise zum Erstligaaufsteiger FC Blau-Weiß Linz, bei welchem er nach nur einem Jahr einen Fixvertrag unterschrieb. Im Sommer 2013 wechselte Huspek zum Bundesligaaufsteiger SV Grödig.
Im Sommer 2015 wechselte der Mittelfeldspieler innerhalb der österreichischen Bundesliga zum SK Rapid Wien. Nachdem er sich in Wien nicht durchsetzen konnte, wurde er für ein halbes Jahr an den Zweitligisten LASK Linz verliehen. Im Juni 2016 wurde der Vertrag mit SK Rapid Wien einvernehmlich aufgelöst. Am 9. Juni 2016 wurde sein Wechsel zum Bundesligisten SK Sturm Graz bekannt gegeben.
Nach sechs Jahren in Graz verließ er den Klub nach der Saison 2021/22 und kehrte zum viertklassigen SV Wallern zurück, bei dem er bereits in seiner Jugend gespielt hatte. Zum Zeitpunkt seiner Rückkehr trat der Klub in einer Spielgemeinschaft mit dem TSV St. Marienkirchen/Sdg. als SPG Wallern/St. Marienkirchen in Erscheinung.

## Persönliches
Seine Brüder Felix (* 1992) und Moritz (* 2002) sind ebenfalls Fußballspieler.
Sein Vater Albert (* 1964) war bis etwa 2005 als Spieler auf Amateurebene im Einsatz und wechselte danach ins Traineramt bzw. in die Rolle eines sportlichen Leiters.
Sein Onkel Roland (* 1971) spielte einst in der Bundesliga und ließ seine Karriere später ebenfalls im Amateurfußball ausklingen, wo er zuletzt 2010 beim SV Wallern spielte. Dort war er mitunter auch als Trainer und sportlicher Leiter tätig.

## Erfolge
- 2 × Österreichischer Cup-Sieger: 2011 (mit SV Ried), 2018 (mit Sturm Graz)